# Wendy Guerra

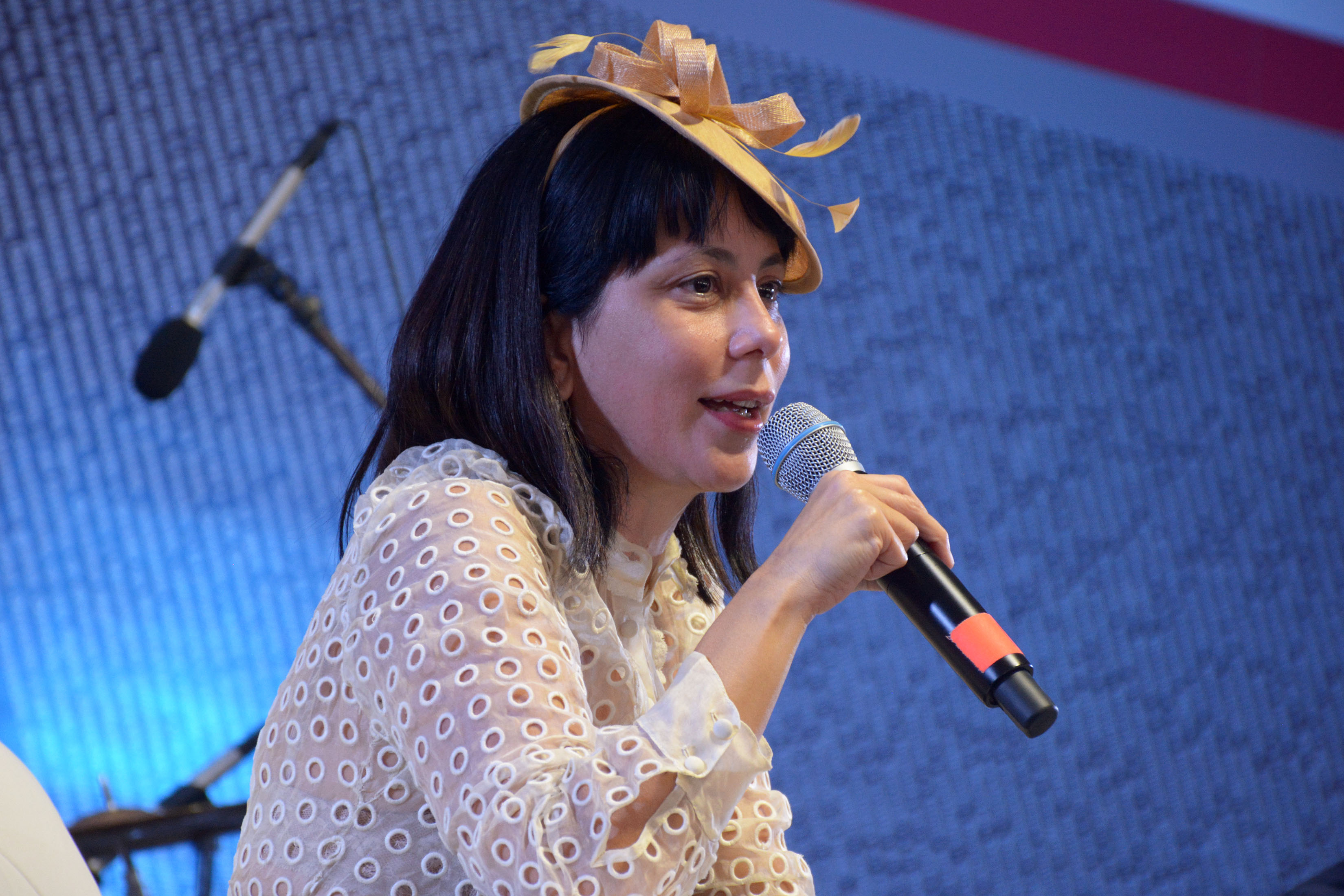
Wendy Guerra, 2018

Wendy Guerra Torres (* 11. Dezember 1970 in Havanna) ist eine kubanische Schriftstellerin und Schauspielerin. Das Hauptaugenmerk ihres Schaffens gilt der Poesie und Literatur. Ihr Debüt-Roman Alle gehen fort (Original: Todos se van) erschien auch auf Deutsch.

## Leben und Wirken
Wendy Guerra verbrachte ihre Kindheit in Cienfuegos und Havanna. Ihre Liebe zur Lyrik erbte sie von ihrer Mutter, Albis Torres, die am bekannten Puppentheater Teatro Guiñol arbeitete. Laut Guerra war ihre Mutter eine viel bessere Dichterin als sie selbst, hatte jedoch nicht das Glück, veröffentlicht zu werden. Mit 17 Jahren veröffentlichte Wendy Guerra ihren ersten Lyrikband, mit welchem sie gute Kritiken einheimste. Sie besuchte daraufhin die Kunsthochschule Instituto Superior de Arte (ISA) in Havanna.
Dennoch begann sie ihre berufliche Karriere zunächst beim kubanischen Fernsehen, wo sie als Moderatorin für Kindersendungen und später auch als Schauspielerin am Theater sowie bei Film und Fernsehen tätig war. Unter anderem spielte sie in Hello Hemingway und entschied sich daraufhin, Regie zu studieren.
Ihr Studium absolvierte sie an der Filmhochschule San Antonio de los Baños nahe Havanna. Von Gabriel García Márquez, der diese Hochschule bis zu seinem Tod leitete, bekam sie den Rat, es mit Literatur zu versuchen. Sie hatte bis dato schon zwei Gedichtsbände veröffentlicht. Das Regiestudium schloss sie jedoch zunächst ab.
In Tagebüchern beschrieb sie die weniger bekannten Facetten kubanischen Lebens, insbesondere des Bildungssystems: Internatsschulen auf dem Land, Ernteeinsätze, militärischer Drill an der Waffe, regelmäßige Stromausfälle und Bücher verbrennende Pädagogen. Darauf baut ihr Erstlingswerk Todos se van auf, wo sie die Perspektivlosigkeit der kubanischen Bevölkerung als Grund für massenhafte Auswanderung beschreibt. Für dieses Buch wurde sie international ausgezeichnet, unter anderen erhielt sie den Bruguera-Literaturpreis und den Chevalier de l’Ordre des Arts et des Lettres. In Kuba wurde sie plötzlich im offiziellen Kulturbetrieb nicht mehr wahrgenommen.
Danach schrieb sie für kubanische Kulturzeitschriften und Kolumnen für die spanische Zeitung El Mundo. 2011 veröffentlichte sie das Buch Posar desnuda en la Habana („Nackt posieren in Havanna“), ein „apocryphisches“ Tagebuch aus der Perspektive von Anaïs Nin, deren Eltern in Havanna geboren wurden und von der sie sich inspiriert fühlt. Später wechselte sie vom Tagebuchformat zum Roman. Auch hier streut sie regelmäßig Gedichte ein, wovon sie sich weiterhin inspiriert sieht. Ihre Romane handeln hauptsächlich in der Hauptstadt Havanna. Sie schreibt über Minderheiten, Stigmatisierte, zum Beispiel über Schwarze und Bisexuelle. Ein Roman heißt Negra („Die Schwarze“). Er erschien 2013 und beschreibt ihre Jugendzeit im Stadtviertel Cayo Hueso in Centro Habana mit ihrer alleinerziehenden Mutter. Er erzählt über den Rassismus in der kubanischen Gesellschaft, der trotz allen offiziellen Beteuerungen weiterhin vorhanden ist.
2016 erschien ihr Roman Domingo de Revolución (Sonntag der Revolution). Sie begann ihn 2014 zu schreiben, dem Jahr des Todes ihres Mentors, dem „intellektuellen Linken“ García Márquez und dem Beginn des Tauwetters in den Beziehungen Kubas zu den USA unter Barack Obama. Er stellt eine Art Autofiktion dar, wie sie sich ihr Kuba in der Zukunft vorstellt. Guerra schreibt darin von Zensur und Selbstzensur. Die Hauptfigur Cleo wird darin wegen dessen, was sie schreibt, von der kubanischen Regierung als „Agentin der CIA“ beschimpft und vom Exil als „Waffe gegen die Schriftsteller, die außerhalb der Insel leben“ bezeichnet.
Seit September 2021 arbeitet Guerra als Mitwirkende und Analystin für CNNs spanischsprachigen Ableger CNN en Español. Dort widmet sie sich als Content-Gestalterin für digitale und lineare Plattformen und ist Interviewerin für bedeutende Persönlichkeiten aus Kunst und Kultur, deren soziale und politische Realität inhärenter Bestandteil ihrer Werke sind. Schon zuvor schrieb sie Artikel für zahlreiche bedeutende Zeitungen und Zeitschriften, darunter El País, The New York Times, The Miami Herald, El Mundo und La Vanguardia.
Wendy Guerra ist mit dem Pianisten Ernán López-Nussa verheiratet und lebt in Miami.

## Literarische Werke

### Gedichte
- Platea a oscuras, 1987.
- Cabeza rapada, 1996.
- Ropa interior, 2008.

### Romane
- Todos se van. Bruguera, Barcelona 2006.
  - Alle gehen fort. Aus dem Spanischen von Peter Tremp. Lateinamerika-Verlag, Solothurn 2008, ISBN 978-3-9522966-4-6.
- Nunca fui primera dama. Bruguera, Barcelona 2008, ISBN 978-84-02-42046-6.
- Posar desnuda en La Habana. Alfaguara, Mexiko-Stadt 2011, ISBN 978-60-711-1308-5.
- Negra. Anagrama, Barcelona 2013.
- Domingo de Revolución. Anagrama, Barcelona 2016, ISBN 978-84-339-9810-1.
- La costurera de Chanel, LUMEN, 2025, ISBN 978-84-264-3186-8.

## Filmografie
- Hello Hemingway (1990)
- Mes questions sur.. (Dokumentarfilm, 2005)
- Página 2 (2007)

## Auszeichnungen und Preise
- Premio Bruguera de Novela (2006)
- Chevalier des Arts et des Lettres (2010)
- Ordre des Arts et des Lettres (2016)